# Mokin
Pour l’article ayant un titre homophone, voir Mockin.
Ne doit pas être confondu avec Mokin-Yarcé.
Mokin est une localité située dans le département de Manga de la province du Zoundwéogo dans la région Centre-Sud au Burkina Faso.

## Santé et éducation
Les centres de soins le plus proche de Mokin sont le centre de santé et de promotion sociale (CSPS) et le centre médical avec antenne chirurgicale (CMA) de Manga.